# جائزة الأرجنتين الكبرى للدراجات النارية 2019
جائزة الأرجنتين الكبرى للدراجات النارية 2019 هو سباق دراجات نارية أقيم بتاريخ 31 مارس 2019 في سانتياغو ديل استيرو، الأرجنتين. كان الجولة الثانية من أصل 19 في سباق الجائزة الكبرى للدراجات النارية موسم 2019. فاز مارك ماركيث بفئة الموتو جي بي بينما جاء فالنتينو روسي في المركز الثاني وحصل على المركز الثالث أندريا دوفيزيوسو. فاز بفئة الموتو 2 الإيطالي لورينزو بالداساري.